# Amaranta Gómez Regalado

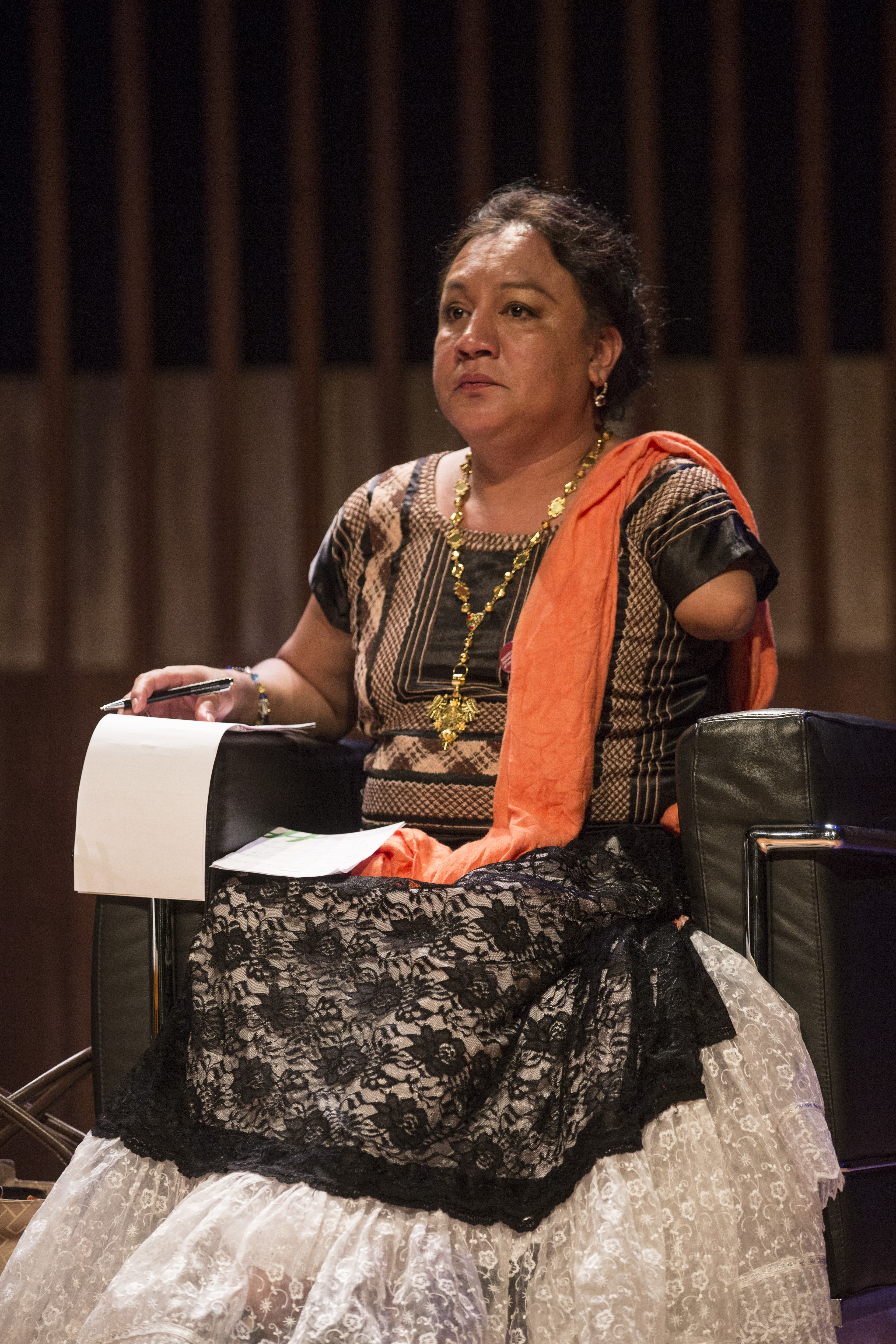
Amaranta Gómez Regalado

Amaranta Gómez Regalado (* 1977) ist eine Muxe-Sozialanthropologin, politische Kandidatin, HIV-Präventionsaktivistin, Sozialforscherin, Kolumnistin und Förderin der präkolumbischen indigenen kulturellen Identität.

## Biographie
Gómez wurde 1977 in einem zapotekischen Dorf nahe der Grenze zu Guatemala geboren und gab sich in der Pubertät den Namen Amaranta, nachdem sie Hundert Jahre Einsamkeit, das berühmte Werk des kolumbianischen Schriftstellers Gabriel García Márquez, gelesen hatte.
Während der High School studierte Gómez Regalado in Veracruz Sprachen und Theater. Im Rahmen einer Transvestismus-Show reiste sie dann in mehrere Staaten im südlichen Mexiko.
Im Oktober 2002 brach sie sich bei einem Autounfall den linken Arm so stark, dass er amputiert werden musste.
Im Jahr 2015 gelang es ihr, ihre Geschlechtsidentität in ihrer Geburtsurkunde ändern zu lassen, was ihr erlaubte, andere offizielle Dokumente wie einen Reisepass ändern zu lassen. Dies war möglich durch die Reformen, die von der ehemaligen Asamblea Legislativa de la Ciudad de México beschlossen wurden, um es Menschen zu ermöglichen, ihre geschlechtsspezifische Identität in ihrer Geburtsurkunde legal ändern zu lassen, und zwar durch ein einziges Verwaltungsverfahren.
Von 2011 bis 2016 studierte sie Sozialanthropologie an der Universidad Veracruzana. Ihre Magisterarbeit (tesis de licenciatura) trug den Titel Guendaranaxhii: Die Muxe Gemeinschaft des Isthmus von Tehuantepec und die emotionalen erotischen Beziehungen.

## Aktivismus
Im Jahr 2003 erlangte sie im Alter von 25 Jahren internationale Bekanntheit als Kongresskandidatin für die Mexico Posible Partei bei den mexikanischen Wahlen zum Bundeskongress 2003, bekam aber keinen Abgeordnetensitz. Ihre breite Plattform beinhaltete Forderungen nach Entkriminalisierung von Marihuana und Abtreibung.

## Amaranta Gomez Regalado Schule
In Chile wurde im Jahr 2018 die erste trans-gender Schule eröffnet als spezielle Bildungseinrichtung für Mädchen und Jungen denen der Respekt in anderen Schulen verwehrt blieb.
Der Anstoß für diese Schule kam durch das „Gender-Identitätsgesetz“, das von Präsident Sebastian Pinera unter dem Motto erlassen wurde:

„Jeder ist mit seiner Freiheit und Kreativität der wahre Motor der Gesellschaft und jeder muss der Architekt seines eigenen Lebens sein.“

Die Idee entstand im Dezember 2017 und wurde mit dem ersten Unterricht 2018 mit fünf Kindern realisiert. Aktuell besuchen 22 Kinder diese Einrichtung aber aus Geldmangel steht es nicht besonders gut um sie.